# Central (Utah)
Pour les articles homonymes, voir Central.
Central est une census-designated place située dans le comté de Washington, dans l’État de l’Utah, aux États-Unis. Sa population s’élevait à 613 habitants lors du recensement de 2010.

## Histoire
Central a été établie avant 1910. Elle a été incorporée en tant que town en 1935 puis désincorporée dans les années 1960. La localité a été nommée en raison de sa position au centre d’une ligne reliant Enterprise à Veyo.